# Tarentola rudis
Tarentola rudis är en ödleart som beskrevs av  George Albert Boulenger 1906. Tarentola rudis ingår i släktet Tarentola och familjen geckoödlor.

## Underarter
Arten delas in i följande underarter:
- T. r. boavistensis
- T. r. hartogi
- T. r. maioensis
- T. r. protogigas
- T. r. rudis